# 485 aC
El 485 aC va ser un any del calendari romà pre-julià. A l'Imperi Romà es coneixia com l'any del Consolat de Cos i Vibulà (o també any 269 ab urbe condita). La denominació 485 aC per a aquest any s'ha emprat des de l'edat mitjana, quan el calendari Anno Domini va ser el mètode prevalent a Europa per a anomenar els anys.

## Esdeveniments

### Imperi Persa
- Xerxes I pren possessió de l'Imperi persa després de la mort del seu pare, Darios I el Gran, un dels més grans governant de la dinastia Aquemènida.[2]

### Grècia
- Quiònides, poeta còmic atenenc de la vella comèdia, guanya el premi a les Dionísies d'Atenes.[3]

### Sicília
- Geló I, tirà de Gela, va restablir el govern dels Geomori (descendents dels colons originals) a la ciutat de Siracusa, expulsats l'any anterior per una revolta popular. Nominalment els va tornar el poder, però Geló és l'autèntic governant i es converteix en tirà de Siracusa.[4][5]
- Geló, després de fer-se amo de Siracusa, expulsa tots els habitants de Camarina i destrueix la ciutat per segona vegada.[6]

### República Romana
- Servi Corneli Cos Maluginense i Quint Fabi Vibulà són elegits cònsols de Roma. Fabi Vibulà va fer la guerra contra els volscs i eques, però en lloc de dividir el botí entre els soldats, el va vendre i va dipositar els diners al tresor públic. Corneli Cos va fer la guerra contra la ciutat de Veios amb èxit.[7]
- En aquest any va ser condemnat a mort Espuri Cassi Viscel·lí. Va ser portat a judici acusat d'aspirar al poder reial davant l'assemblea de les tribus romanes, pels qüestors dels parricidis Cesó Fabi i Luci Valeri Potit, i condemnat pels patricis que el miraven com a traïdor a la seva causa. Va ser escanyat i decapitat. Van arrasar casa seva fins als fonaments i el solar on es trobava, davant del temple de Tel·lus, va quedar abandonat.[8]

## Naixements
- Protàgores, filòsof presocràtic (data probable).[9]

## Necrològiques
- Darios I el Gran, rei de Pèrsia. (nascut l'any 540 aC).[2]